# Synthliboramphus hypoleucus
El mérgulo californiano aliclaro (Synthliboramphus hypoleucus), también denominado alcita de alas claras, mérgulo de Xantus o mérgulo de la Guadalupe, es una especie de ave caradriforme de la familia Alcidae que vive en el océano Pacífico, en el sistema de la corriente de California. Cría en las islas de la costa de California y México. Está amenazado por los depredadores introducidos en sus colonias de cría, como ratas y gatos, y por los vertidos de petróleo.

## Descripción
Es de pequeño tamaño, 24,5 cm de largo y una envergadura alar entre 38 y 43 cm, en comparación con las aves de su familia. Su plumaje es negro en las partes superiores y blanco en las inferiores. Su cabeza es pequeña y su pico es estrecho y puntiagudo. Se parece a su pariente el mérgulo californirano alioscuro, aunque se diferencia de él por tener la parte inferior de las alas blancas.

## Distribución y hábitat
Ambos comparten el título de ser los dos álcidos vivos que se encuentran más al sur. El mérgulo californiano aliblanco cría en las islas del archipiélago del Norte de California, la mayor colonia se encuentra en las Islas Coronado, y la isla Santa Bárbara, además de varias islas costeras de Baja California, como isla Guadalupe. Tras la temporada de cría se dispersan por el océano en dirección norte, generalmente en alta mar, hacia aguas tan lejanas como las de la Columbia Británica.

## Comportamiento

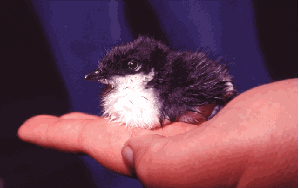
Los pollos de mérgulo dejan el nido para adentrarse en el mar a los dos días tras la eclosión.

El mérgulo californiano aliclaro se alimenta en alta mar, a menudo asociado con grandes peces depredadores pelágicos com el atún, capturando alevines de peces como lason larval fish anchoas, sardinas y peces de roca Sebastes. Como todos los álcidos nadan impulsándose con sus alas, persiguiendo a sus presas con el impulso que les proportionan sus enérgicos aleteos. Existen especulaciones sobre si existe cooperación entre los miembros de la pareja durante la pesca, ya que casi siempre se les observa en parejas, incluso fuera de la temporada de cría. Son buenos voladores y pueden despagar sin necesidad de tomar impulso corriendo. 
Anidan en pequeños acantilados, cuevas y bajo los arbustos densos de las islas áridas en colonias dispersas poco densas. Regresan a la colonia de cría solo por las noches. Ponen dos huevos que son incubados durante un mes. Como otros mérculos de su género (como el mérgulo antiguo) sus pollos son muy precoces, y dejan el nido a los dos días después de la eclosión y corren activamente hacia el mar siguiendo la llamada de sus padres. Una vez en el mar la familia nada mar adentro. 
Se sabe poco sobre el periodo de tiempo que pasan en el mar debido a las dificultades que entraña su estudio allí. Se cazó una hembra en isla Guadalupe que no podía volar por estar mudando sus rémiges primarias a finales de junio.